# Кушелевский хлебозавод
Ку́шелевский хлебозаво́д — памятник архитектуры. Расположен в Санкт-Петербурге, современный адрес дома — Политехническая улица, 11 литера И. В мае 2017 года включён в единый государственный реестр в качестве объекта культурного наследия регионального значения.
Форма здания, ступенчато нарастающие цилиндрические объёмы, обусловлена вертикально-кольцевым процессом приготовления хлеба; по той же технологии механизации авторства инженера Г. П. Марсакова был построен хлебозавод на Барочной улице (Левашовский хлебозавод). В центре здания вращается круглая печь. На верхних этажах находится заквасочное отделение, оттуда опара спускается в тестомесильное отделение, потом в тесторазделочное отделение и в печь. Из печи по автоматизированной линии хлеб направляется в зону складирования и отгрузки. Согласно принципам конструктивизма, здание сочетает круглые и прямоугольные части разной величины, лестничные клетки выделены параллелепипедными объёмами, в остеклении чередуются вертикальные и горизонтальные полосы.
Строительство шло в 1932—1933 годах. Проект разрабатывали Бункин Петр Дмитриевич (заведующий проектной секцией), Хевелёв Эммануил Маркович, Сергеев Павел Михайлович, Андрезен. Четыре отделения завода продолжали работать в дни блокады, за обеспечение армии и флота завод был награждён Орденом Отечественной войны I степени. В 1992 году в честь работы завода в это время у здания был установлен памятник, Сто двадцать пять блокадных грамм с огнём и кровью пополам.
С 1949 года завод начали модернизировать — внедрили механическую разделку теста и посадку тестовых заготовок на печи, автоматизировали приготовление теста, наладили автоматическую дозировку жидкостей, механизировали выгрузку из печи, внедрили склад бестарного хранения муки ёмкостью в 1200 тонн и провели прочую механизацию. В 1986 году на заводе прошёл капитальный ремонт, замена оборудования и замена отдельных элементов. В 1994 году на территории был сооружён батонный цех, в 1997 году заработала пекарня по производству мелкоштучных изделий, в 2000 году у завода была построена новая котельная. Поздние пристройки исказили изначальный облик здания.
С 2006 года Кушелевский хлебозавод использует ОАО «Каравай».